# Josefodol
Josefodol (německy Josefsthal) je malá vesnice, část města Světlá nad Sázavou v okrese Havlíčkův Brod v Kraji Vysočina. Nachází se asi 3 km na severovýchod od Světlé nad Sázavou. V roce 2009 zde bylo evidováno 34 adres. V roce 2001 zde trvale žilo 131 obyvatel. Protéká tudy říčka Sázavka a její levostranný přítok Zbožský potok.
Josefodol leží v katastrálním území Horní Bohušice o výměře 1,6 km2.
Prochází zde silnice II/347 a železniční trať Kolín – Havlíčkův Brod, na které je zřízena zastávka Světlá nad Sázavou-Josefodol (v minulosti též nazvaná Světlá nad Sázavou zastávka).

## Další fotografie

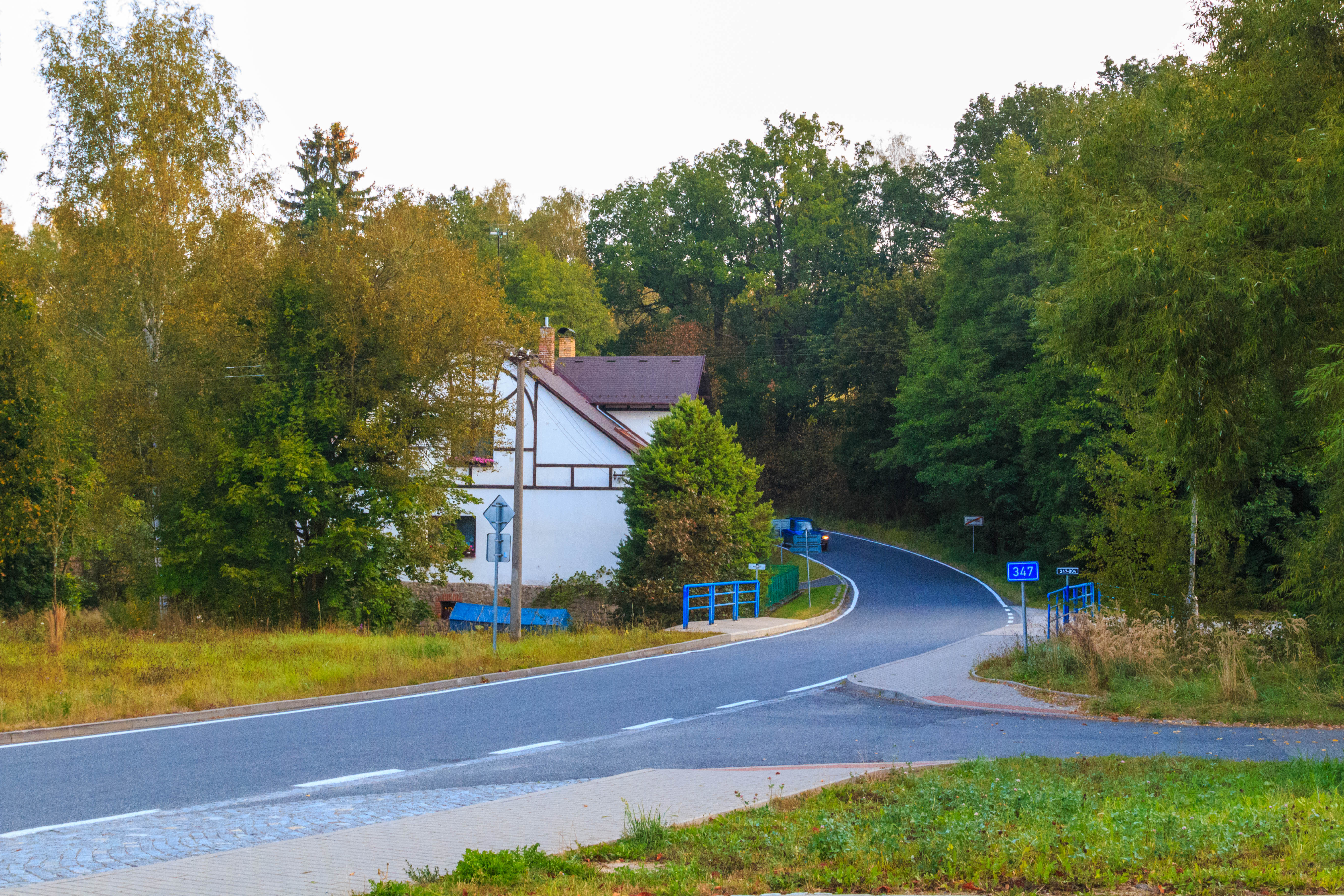
Josefodol - čp. 23
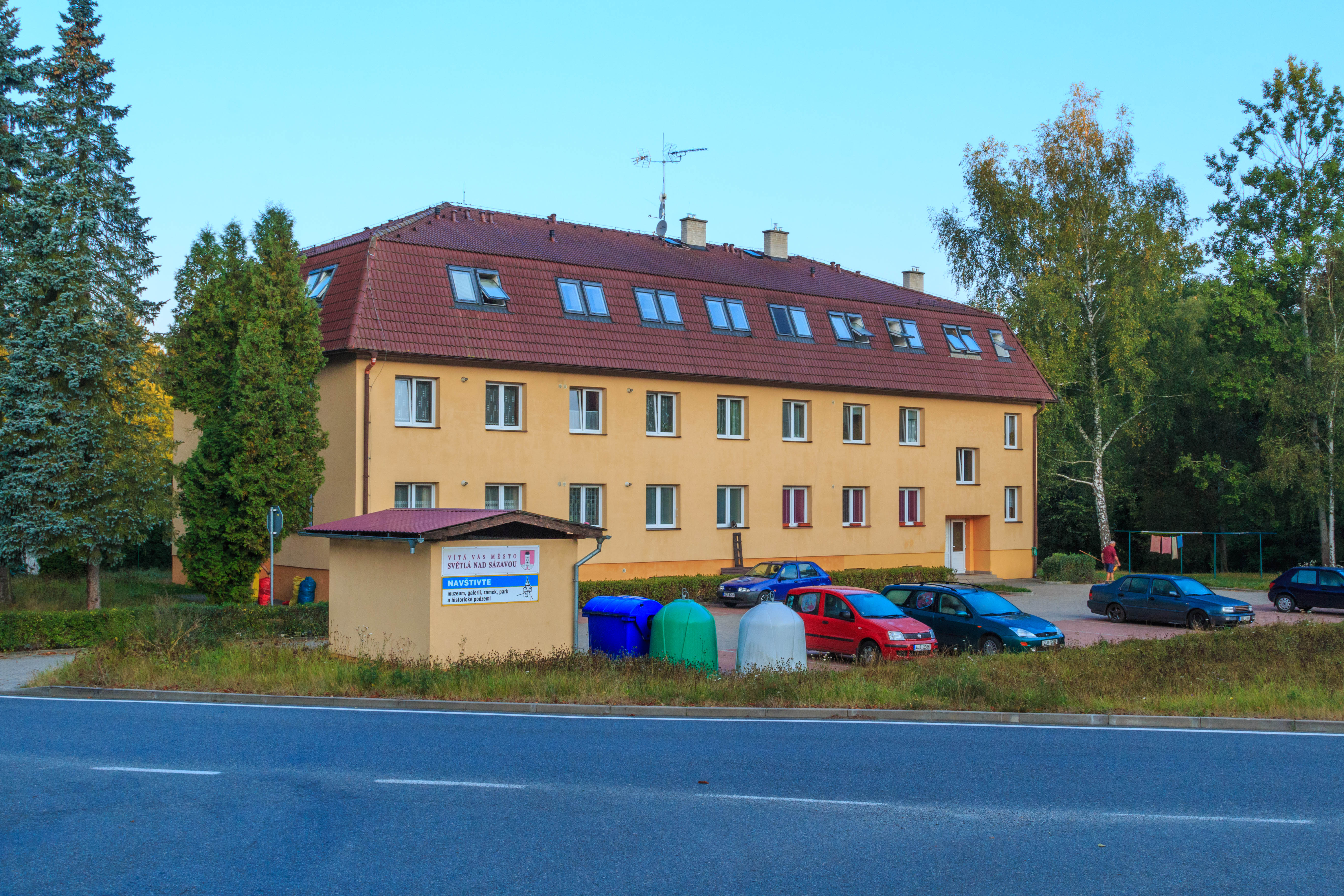
Josefodol - čp. 24
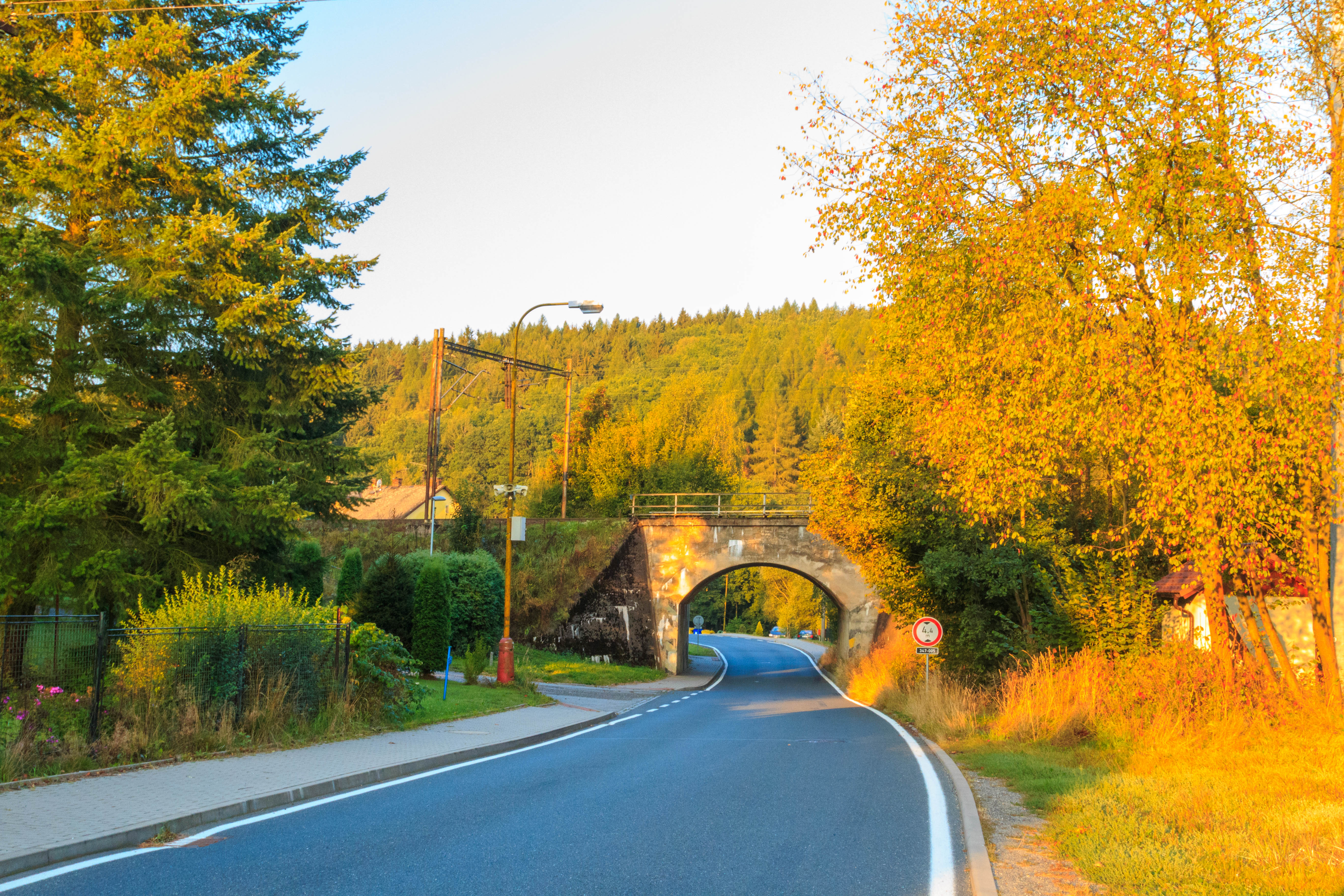
Josefodol - železniční nadjezd
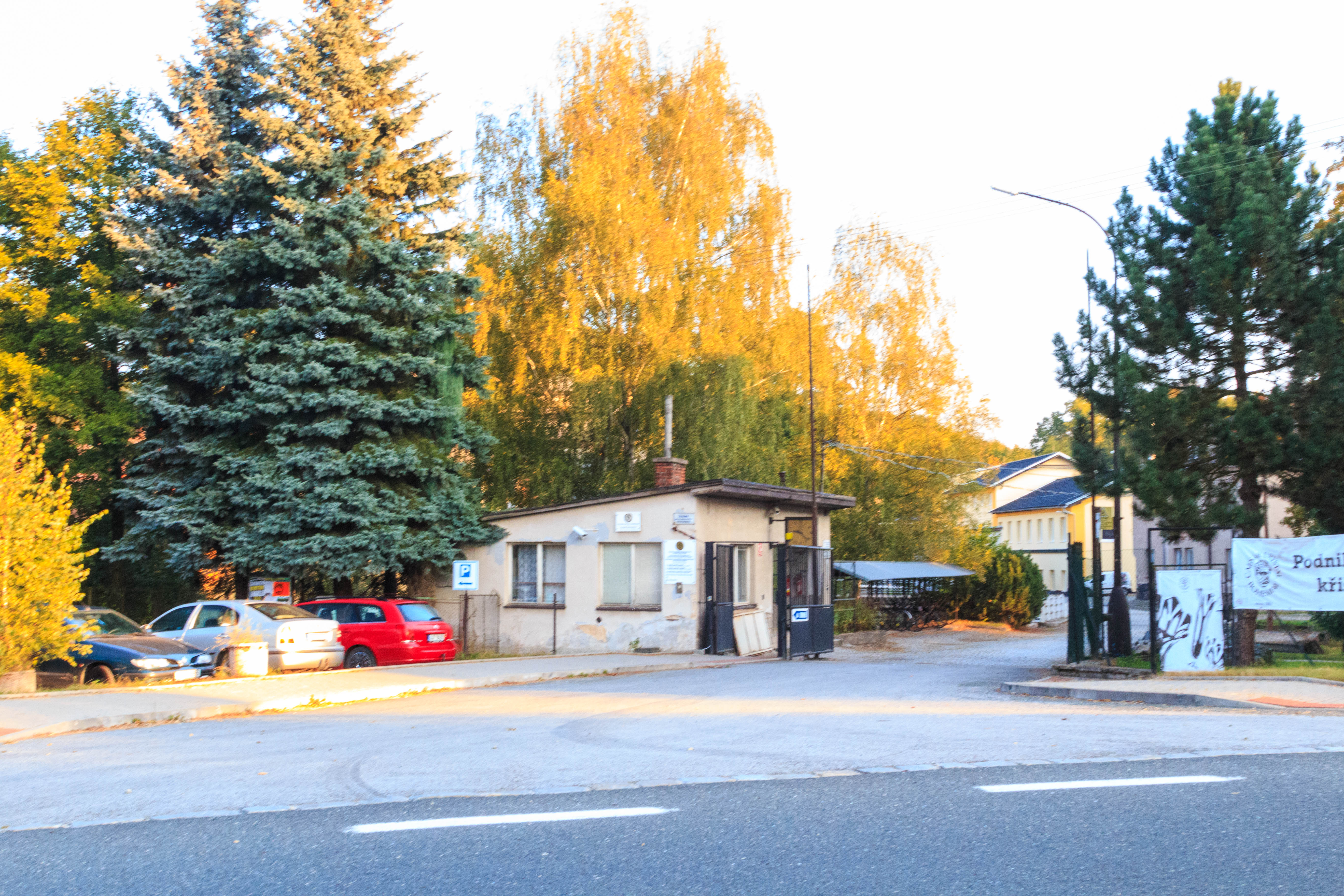
Josefodol - sklárna